# Morfometrie

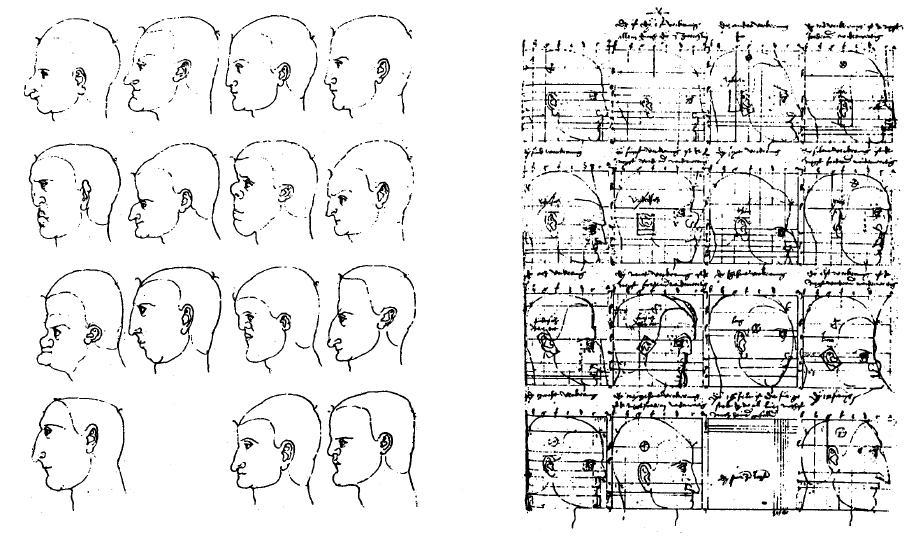
Morfometrische studie van Albrecht Dürer

Morfometrie is de studie van vorm en grootte. 
Het studiegebied omvat zowel methodes om vorm en grootte van het bestudeerde object door meting getalsmatig te bepalen als de wiskundige verwerking van deze meetresultaten.  Morfometrie is al heel lang een onderdeel van de beschrijving van soorten in de biologie, maar door de digitalisering van de maatschappij en de wetenschap heeft zij een nieuwe impuls gekregen. Biometrie kan gezien worden als een toegepaste vorm van morfometrie.
De interesse in de relatie tussen vorm en functie is oud en niet noodzakelijkerwijs beperkt tot de biologie. Ook in de kunst hield men er zich mee bezig. Albrecht Dürer (1471-1528) maakte al een studie van de gelaatsuitdrukkingen van de mens die hij trachtte in metingen om te zetten en later zouden dit soort beschouwingen aanleiding geven tot de speculaties van de fysionomie. Maar vandaag is de morfometrie toch voornamelijk te zien als een tak van de biologie.

## Oriëntatiepunten

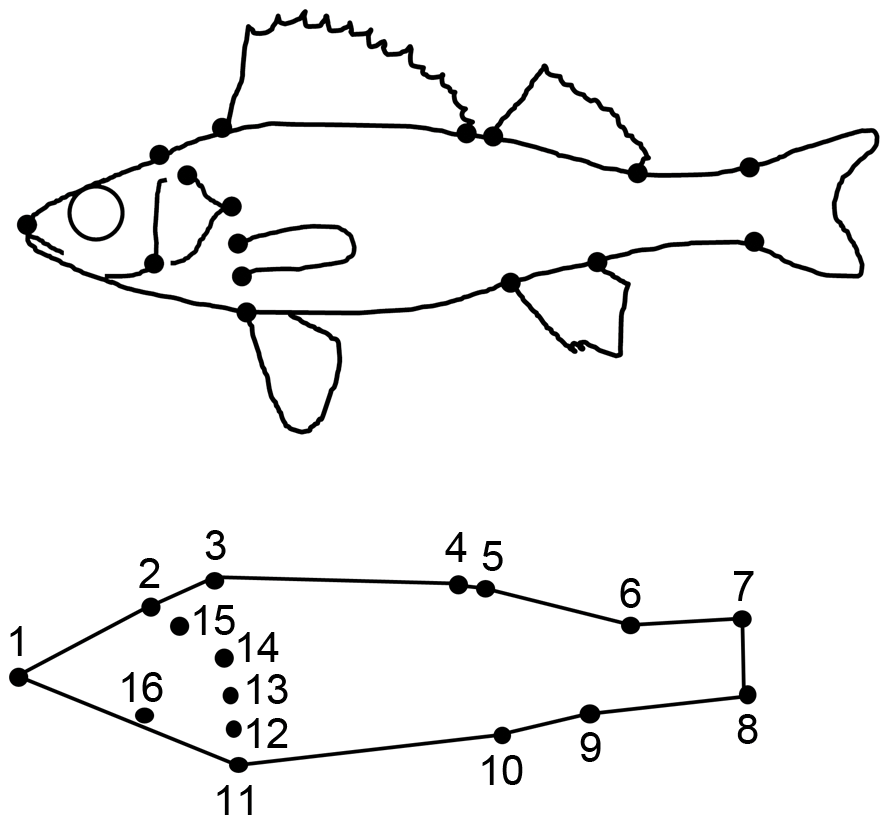
De oriëntatiepunten op een baars

Een belangrijke methode van de morfometrie is -geheel in lijn met wat Dürer probeerde te doen- het bepalen van oriëntatiepunten op het lichaam van individuele organismes en de meting van de onderlinge afstanden tussen deze punten of hun coördinaten in de Cartesische ruimte. Deze oriëntatiepunten moeten aan een aantal criteria voldoen om goede vergelijkingen mogelijk te maken. Het zijn vaak unieke, markante punten zoals de ooghoek, de punt van de neus, het punt van het kieuwdeksel dat het verst van de mond is gelegen, enz.
In de morfometrie wordt vaak onderscheid gemaakt tussen deze 'echte' oriëntatiepunten en semi-oriëntatiepunten die gekozen kunnen worden om de ruimte ertussen op te vullen. 

## De rol van wiskunde
Deze metingen geven in eerste instantie niet meer dan een lange reeks getallen, waarvan het overzicht snel zoekraakt. Zo waren er lijsten met staartlengtes, vleugelspannen, snavellengtes, lengtes van bovenbenen en slurflengtes, die slechts moeizaam gebruikt konden worden. 
Dankzij de digitalisering kunnen de grote hoeveelheden meetgegevens verwerkt worden met een aantal statistische en wiskundige methodes, zoals hoofdcomponentenanalyse, singulierewaardenontbinding, canonische correspondentieanalyse, partiële regressie of andere mulivariate statistische methodes. Deze uitbreiding van de morfometrie wordt ter onderscheiding van de klassieke metingen wel geometrische morfometrie genoemd. Vanuit dit oogpunt zou men de geometrische morfometrie ook best als een tak van de toegepaste statistiek kunnen zien.
Veel morfometrische gegevens zijn namelijk sterk aan elkaar gecorreleerd. Als de mond wat groter is is de lichaamslengte vaak ook wat groter. Die twee metingen geven dus maar zeer ten dele onafhankelijke informatie. Hoofdcomponentenanalyse verwijdert deze correlatie, gebruikt de redundantie om de nauwkeurigheid te verbeteren en verschaft een wiskundig uittreksel van de onderliggende verschillen. Een grafiek van de eerste twee hoofcomponenten tegen elkaar uitgezet brengt vaak de wezenlijke verschillen tussen twee of meer soorten goed in beeld.
De rol van de wiskunde in de geometrische morfometrie is echter niet beperkt tot alleen de statistiek als een ondergeschikte hulptechniek voor numerieke verwerking van de gemeten gegevens. De wiskunde verschaft veeleer een richtlijn hoe de metingen op een zinnige en doeltreffende wijze te verrichten zijn. Het is de wiskunde (en niet alleen de statistiek) die een zinnig antwoord geeft op vragen als:
1. Wat is 'vorm' eigenlijk?
2. Hoe bemeten we een vorm het beste?
3. Wat is het onderscheid tussen een echt oriëntatiepunt en een semi-oriëntatiepunt?
4. Hoe kan buigingstheorie toegepast kan worden om semi-oriëntatiepunten te superponeren?

Een leerboek in geometrische morfometrie bevat daarom een aanzienlijke hoeveelheid wiskunde.

## Het doel

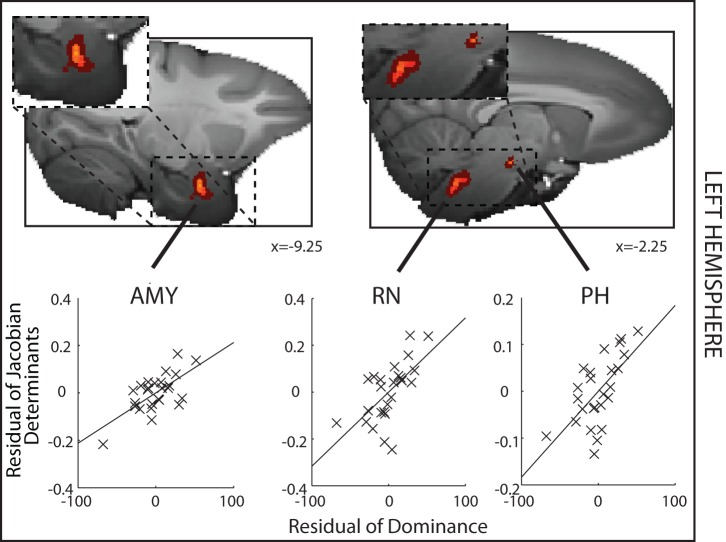
Morfometrie van hersenen versus dominantie

Het doel van morfometrisch onderzoek is vaak om een indruk te krijgen hoe vorm en grootte varieert in een populatie of een soort en dit te vergelijken met andere soorten, om zo een manier to ontwikkelen soorten van elkaar te onderscheiden. Een goed voorbeeld hiervan is de studie van de verschillen in de populatie van de bijensoorten Apis cerana en Apis nigrocincta door Damus en Otis.
Een ander doel kan zijn de ontogenese van een soort te bestuderen: hoe de vorm verandert wanneer een organisme groeit en ouder wordt. Een dergelijke studie is bijvoorbeeld verricht op de gouden piranha.
Nog een toepassing is de studie van de morfologie van de hersenen, bijvoorbeeld om de dominantie in een apengemeenschap ermee te correleren. Dit is op makaken toegepast.